# Coucou solitaire
Cuculus solitarius
Espèce
Statut de conservation UICN

 LC  : Préoccupation mineure
Le Coucou solitaire (Cuculus solitarius) est une espèce de coucou, oiseau de la famille des Cuculidae. C'est une espèce monotypique (non subdivisée en sous-espèces).

## Répartition

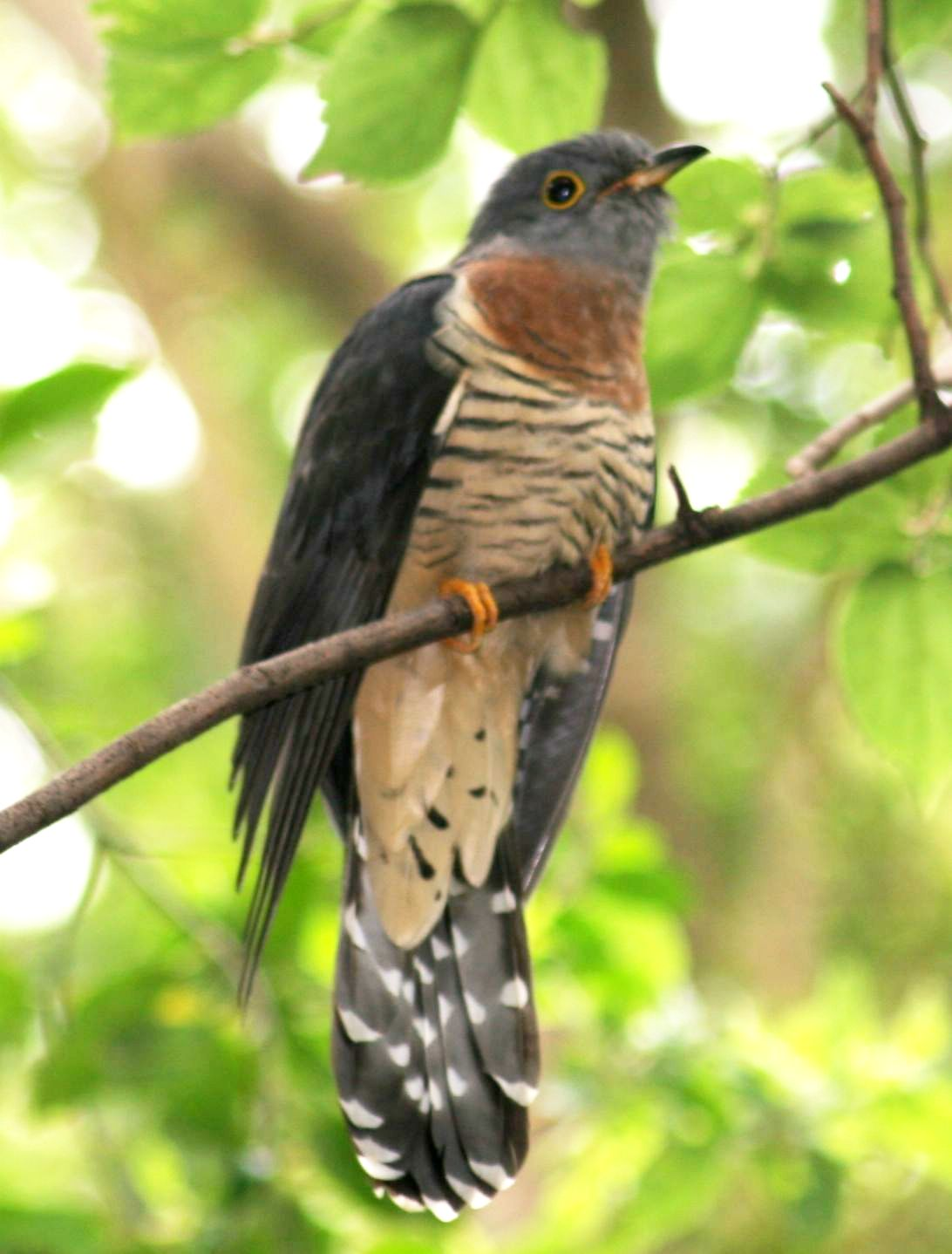
Mâle au jardin botanique Walter Sisulu, Afrique du Sud

Son aire s'étend à travers l'Afrique subsaharienne.